# Смит, Кэролайн
Кэролайн (Кэрол) Смит (в замужестве — Масиас; англ. Caroline (Carol) Smith (Macias); 21 июля 1906, Кейро, Иллинойс — 11 ноября 1994, Лас-Вегас, Невада) — американская прыгунья в воду. Чемпионка летних Олимпийских игр 1924 года.

## Биография
Кэрол Смит родилась 21 июля 1906 года в американском городе Кейро в штате Иллинойс.
Была танцовщицей, моделью, гимнасткой, актрисой и директором морских круизов по восточному побережью США. 
В 1924 году вошла в состав сборной США на летних Олимпийских играх в Париже. В прыжках с 5-метровой и 10-метровой вышек завоевала золото, набрав 10,5 балла и опередив на 0,5 балла Бетти Беккер.
В 1925 году впервые выиграла чемпионат США по прыжкам в воду, до этого, как правило, уступая Бетти Беккер и Хелен Мини.
Впоследствии работала в шоу-бизнесе.
Умерла 11 ноября 1994 года в американском городе Лас-Вегас.

## Память
В 1988 году была введена в Зал славы мирового плавания.